# Sorheh
Sorheh (persiska: سرهه) är en ort i Iran.   Den ligger i provinsen Alborz, i den norra delen av landet, 50 km nordväst om huvudstaden Teheran. Sorheh ligger 1 803 meter över havet och antalet invånare är 122.
Terrängen runt Sorheh är huvudsakligen kuperad, men norrut är den bergig. Runt Sorheh är det tätbefolkat, med 511 invånare per kvadratkilometer. Närmaste större samhälle är Karaj, 16,4 km söder om Sorheh. Trakten runt Sorheh består i huvudsak av gräsmarker.